# Рустичи, Джованни Франческо
Джованни Франческо Рустичи (итал.  Giovan Francesco Rustici, Giovanni Francesco Rustici; 23 мая 1475, Флоренция — 1554, Тур) — итальянский скульптор и живописец эпохи Возрождения.

## Биография
Биографических сведений о художнике сохранилось мало, и почти все они взяты из второго издания «Жизнеописаний» Джорджо Вазари.
По его словам, Рустичи родился в 1474 году во Флоренции в семье живописца-миниатюриста. Учился в мастерской Андреа дель Верроккьо, из которой вышел также и Леонардо да Винчи.
Рустичи вместе с другими начинающими флорентийскими художниками занимался под руководством Бертольдо ди Джованни в «Садах Сан-Марко», школе рисунка устроенной повелением герцога Лоренцо Медичи Великолепного. По сведениям Джорджо Вазари, именно Лоренцо Медичи поместил Рустичи в мастерскую Верроккьо, а после отъезда Верроккьо в Венецию он направил его к Леонардо да Винчи. Он жил вместе с Леонардо, пока работал над бронзовыми фигурами для флорентийского баптистерия.
В тридцать лет Рустичи был уже признанным мастером и обрёл большую известность: его бронзовая скульптурная группа «Проповедь Иоанна Крестителя, Левит и Фарисей» была установлена в центре города над северным порталом Флорентийского баптистерия Сан-Джованни. Отголосок вдохновения Леонардо угадывается в восковом бюсте «Флоры» (Берлин), приписываемом кругу Леонардо а, скорее всего, относится к работе Рустичи. В это время Помпоний Горикус в трактате «О скульптуре» (De sculptura, 1504) назвал его одним из главных скульпторов Тосканы, соперником Бенедетто да Майано, Андреа Сансовино и Микеланджело.
По заказу кардинала Джулиано Медичи в 1515 году Рустичи выполнил фигуру «Меркурия» в качестве фонтана для внутреннего двора Палаццо Медичи во Флоренции. По описанию Джорджо Вазари, фигура выпускала струю воды, которая запускала юлу с четырьмя лопастями в форме крыльев бабочки. Вазари высоко оценил скульптуру, которая теперь находится в музее Фицуильяма в Кембридже. Некоторые барельефы из майолики, выполненные в технике, известной по мастерским Луки и Андреа делла Роббиа, приписываются Рустичи, в частности, Мадонна с Младенцем (в музее Барджелло) и Святой Иоанн Креститель (в Музее изящных искусств в Бостоне).
Во время осады Флоренции имперскими войсками в 1529 году Рустичи отправился во Францию, где получил пенсию от короля Франциска I, но после смерти короля спустя время скончался в нищете в Туре.
Учеником Джованни Франческо Рустичи был Баччо Бандинелли. Жизненный и творческий путь Джованни Рустичи лег в основу драматической поэмы «Снег во Флоренции» Лина Костенко. В поэме он выступает в образах Ветхого (Рустичи в старости) и флорентийца (молодой скульптор).

## Галерея

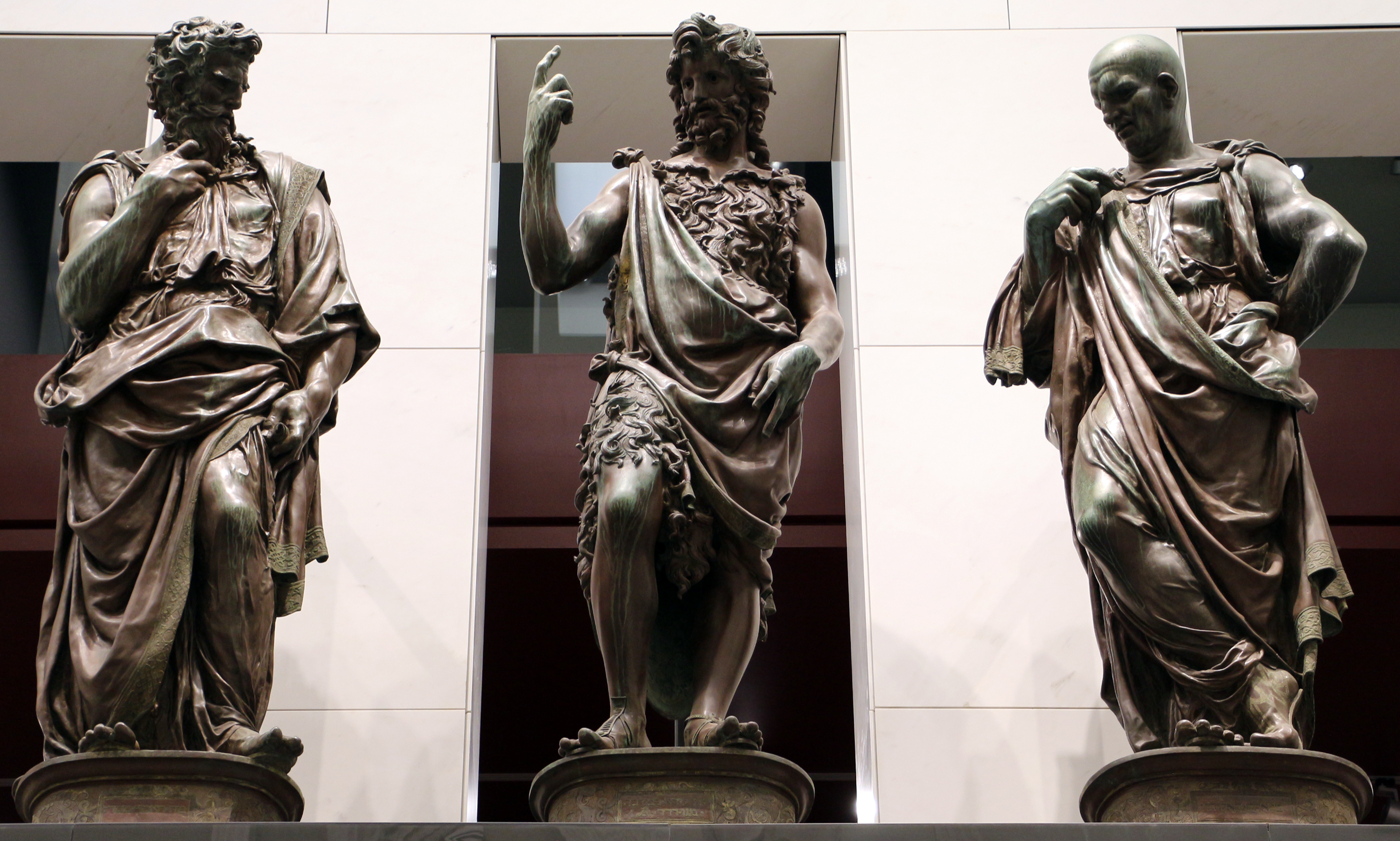
Проповедь Иоанна Крестителя, Левит и Фарисей. Между 1506 и 1511. Бронзовая группа для северных врат Флорентийского баптистерия. Музей произведений искусства Собора, Флоренция
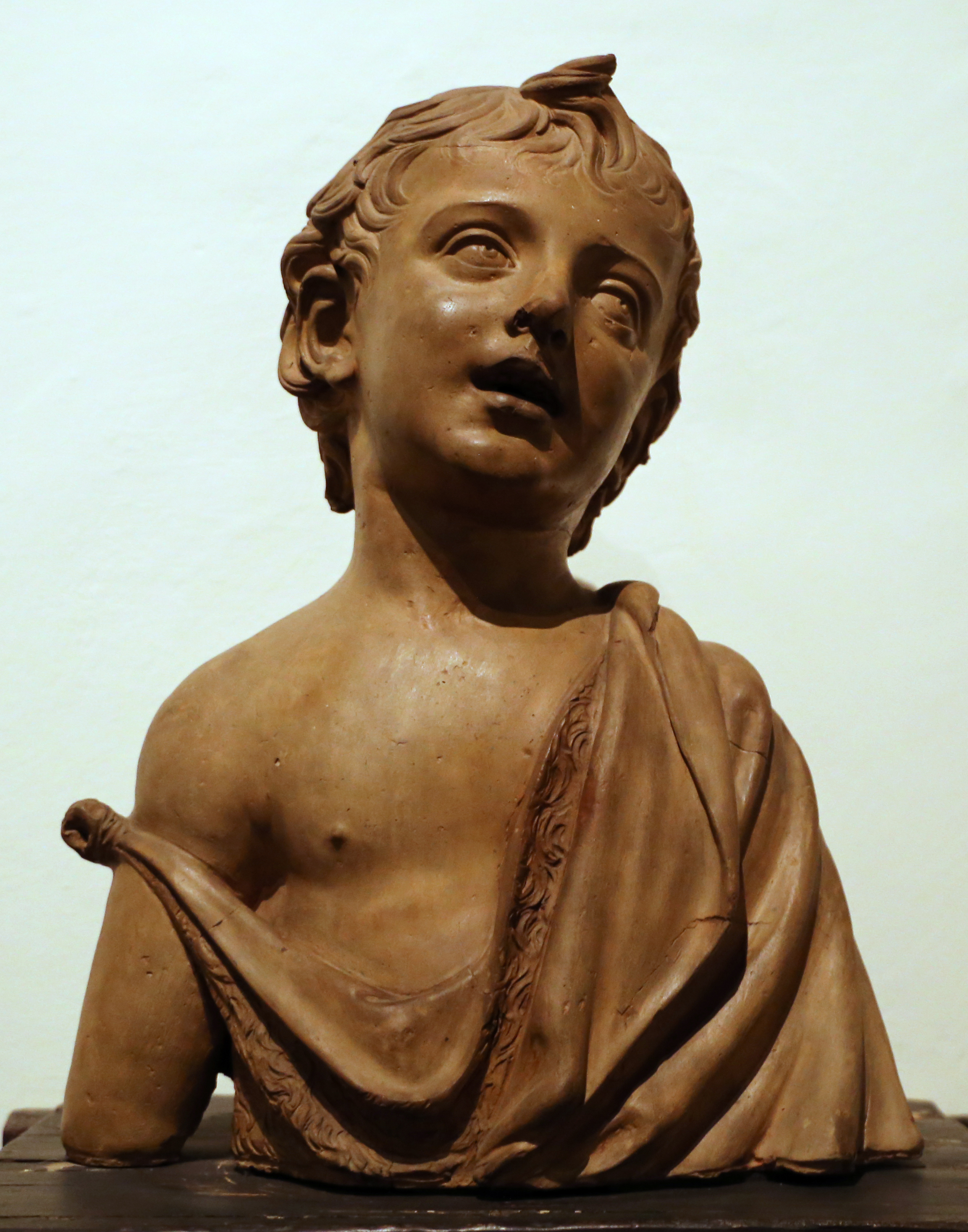
Бюст Сан-Джованнино (Младенца Иоанна Крестителя). Ок. 1510. Терракота. Барджелло, Флоренция
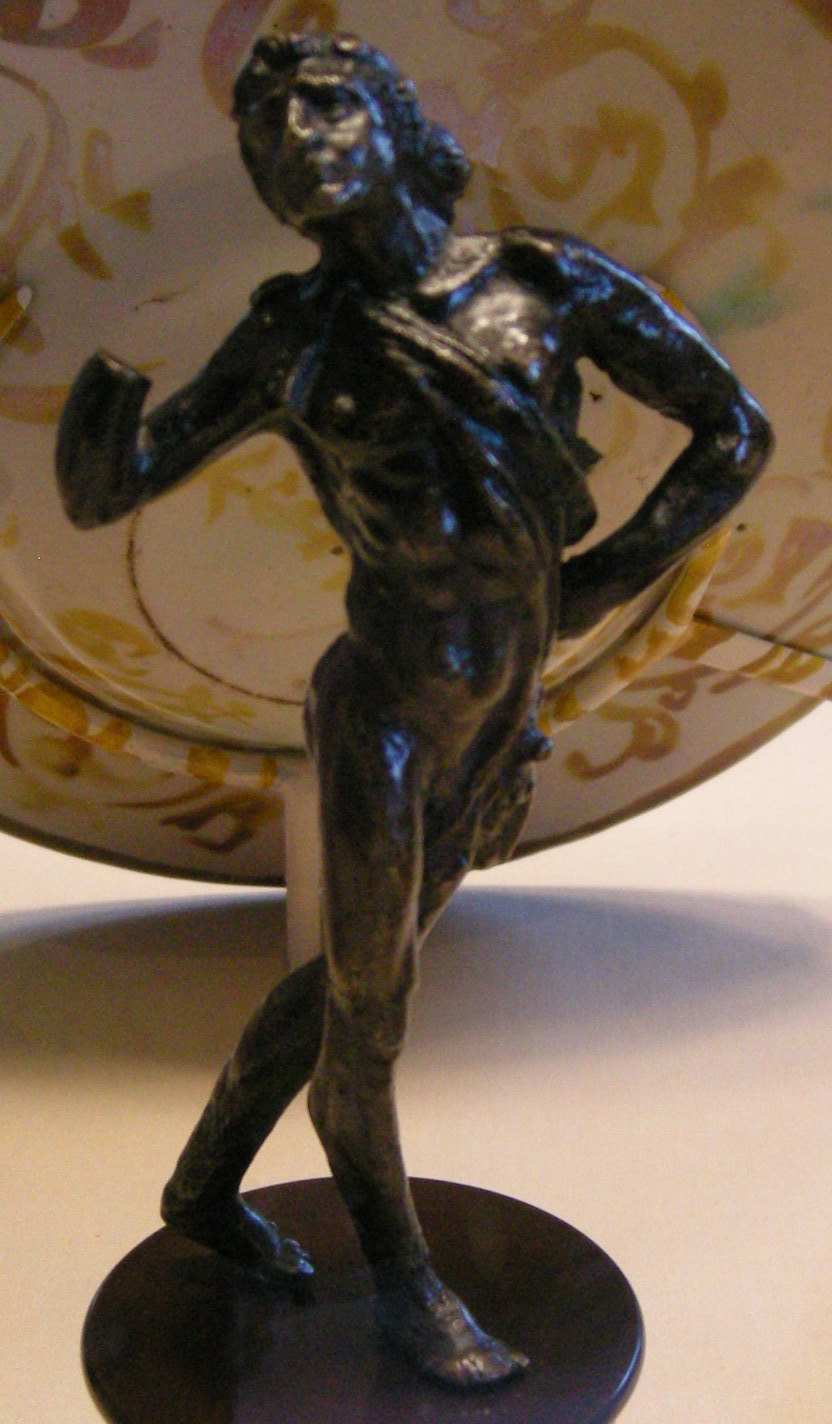
Танцующий фавн. Ок. 1515. Бронза. Национальная галерея искусства, Вашингтон
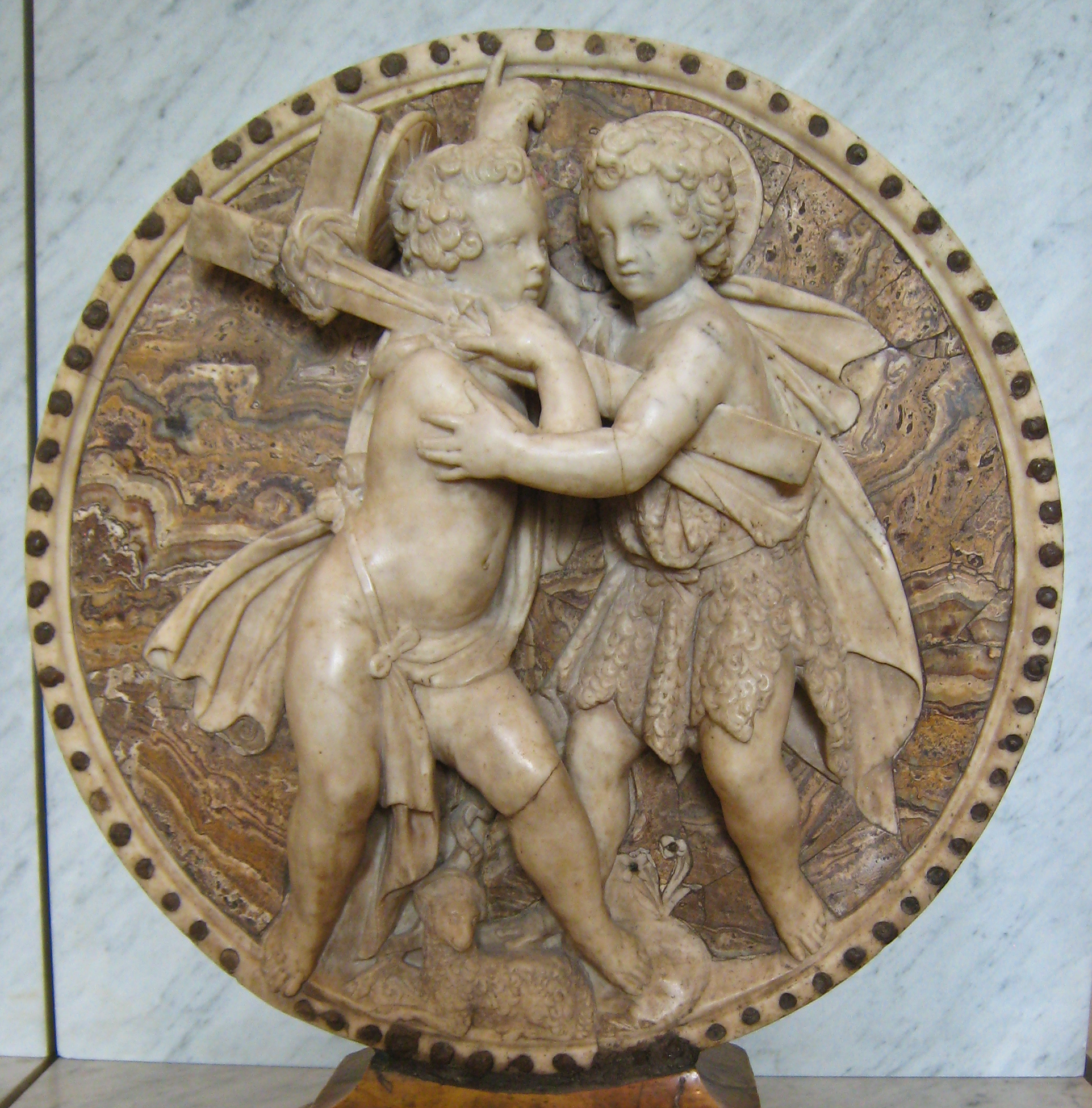
Младенцы Иисус и Иоанн Креститель. Между 1500 и 1525. Мрамор, оникс, алебастр. Лувр, Париж
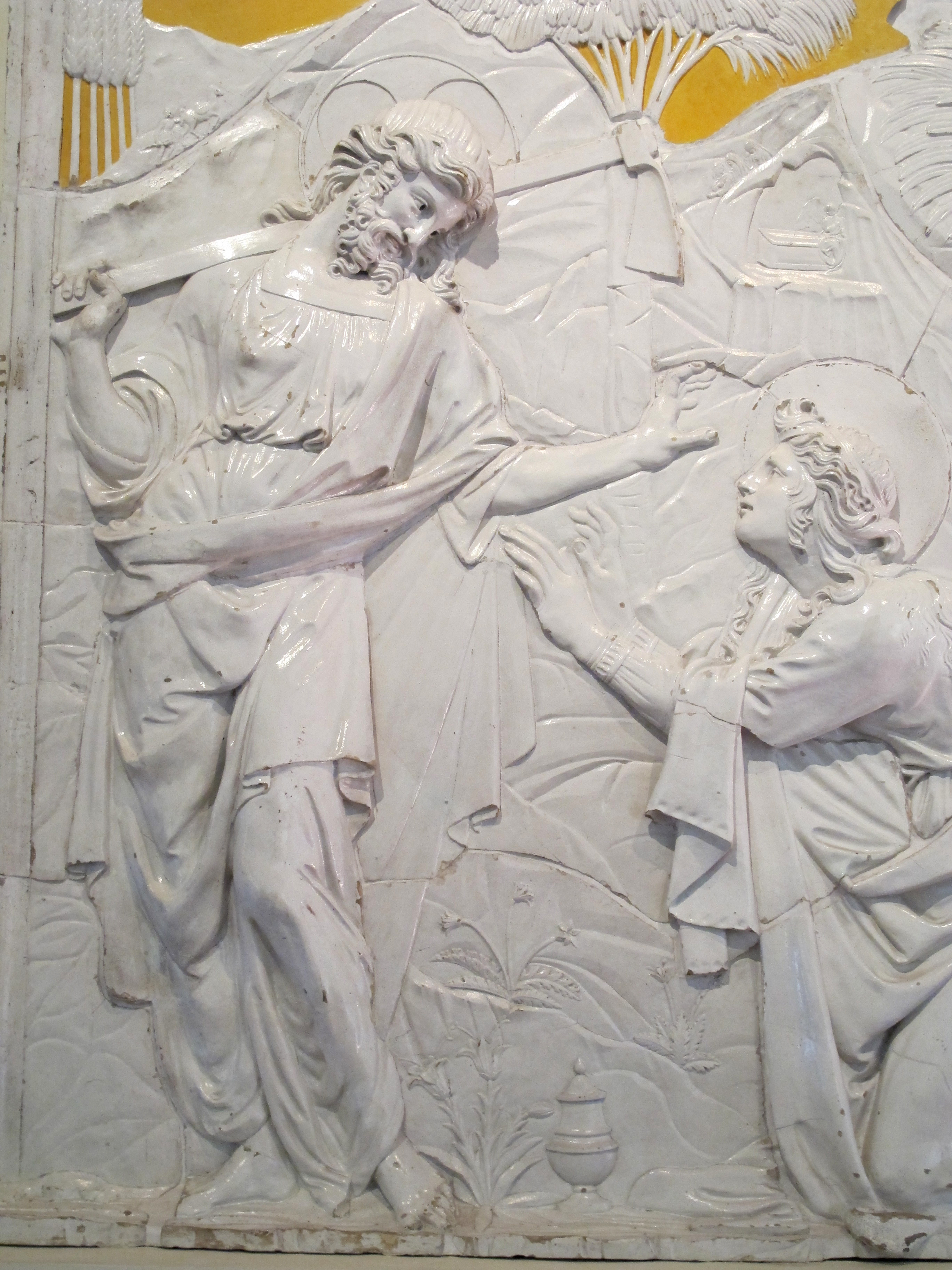
Noli me tangere (Не прикасайся ко Мне). Ок. 1520. Майолика. Барджелло, Флоренция
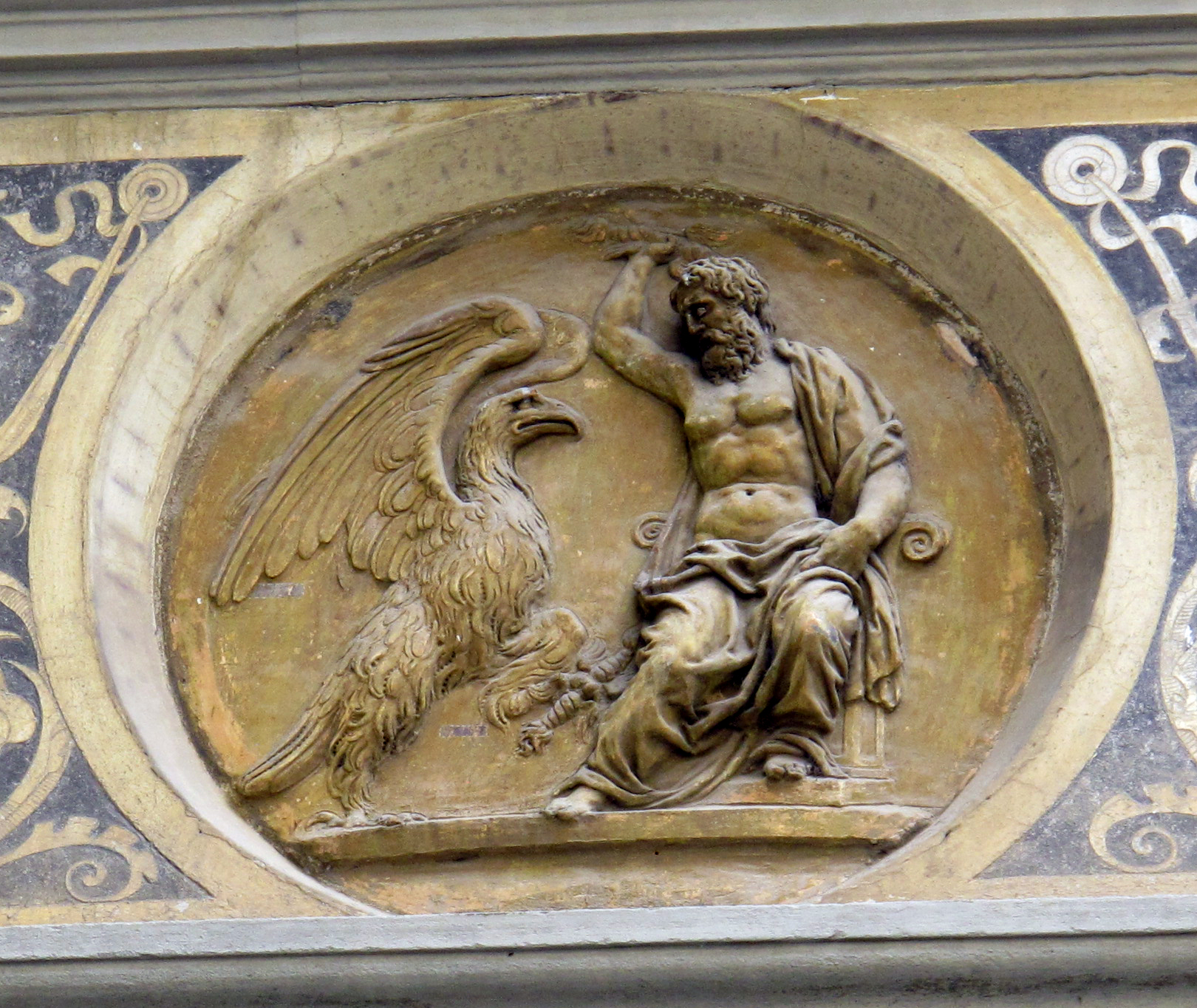
Юпитер и орёл. Терракота. Медальон фриза дворового фасада Виллы Сальвиати, Флоренция
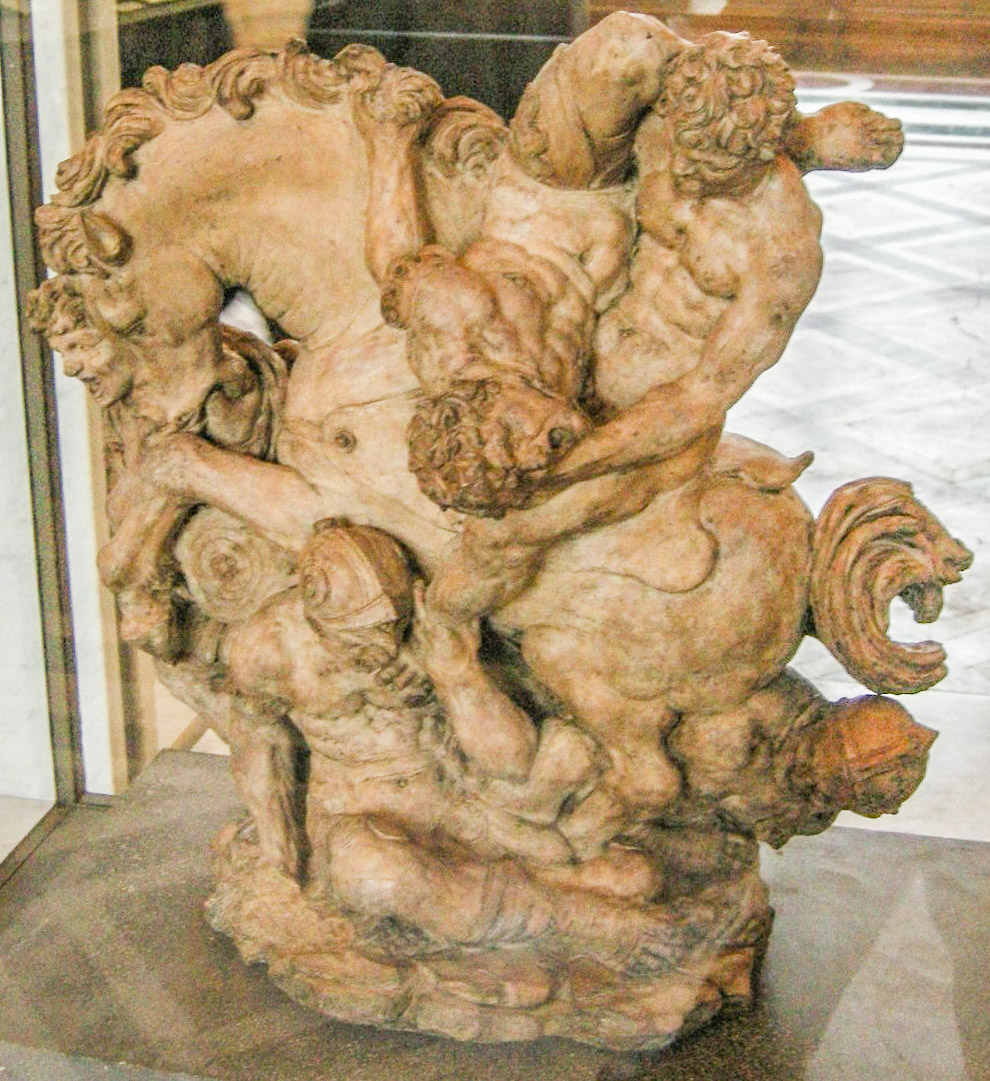
Сцена битвы. Терракота. Лувр, Париж
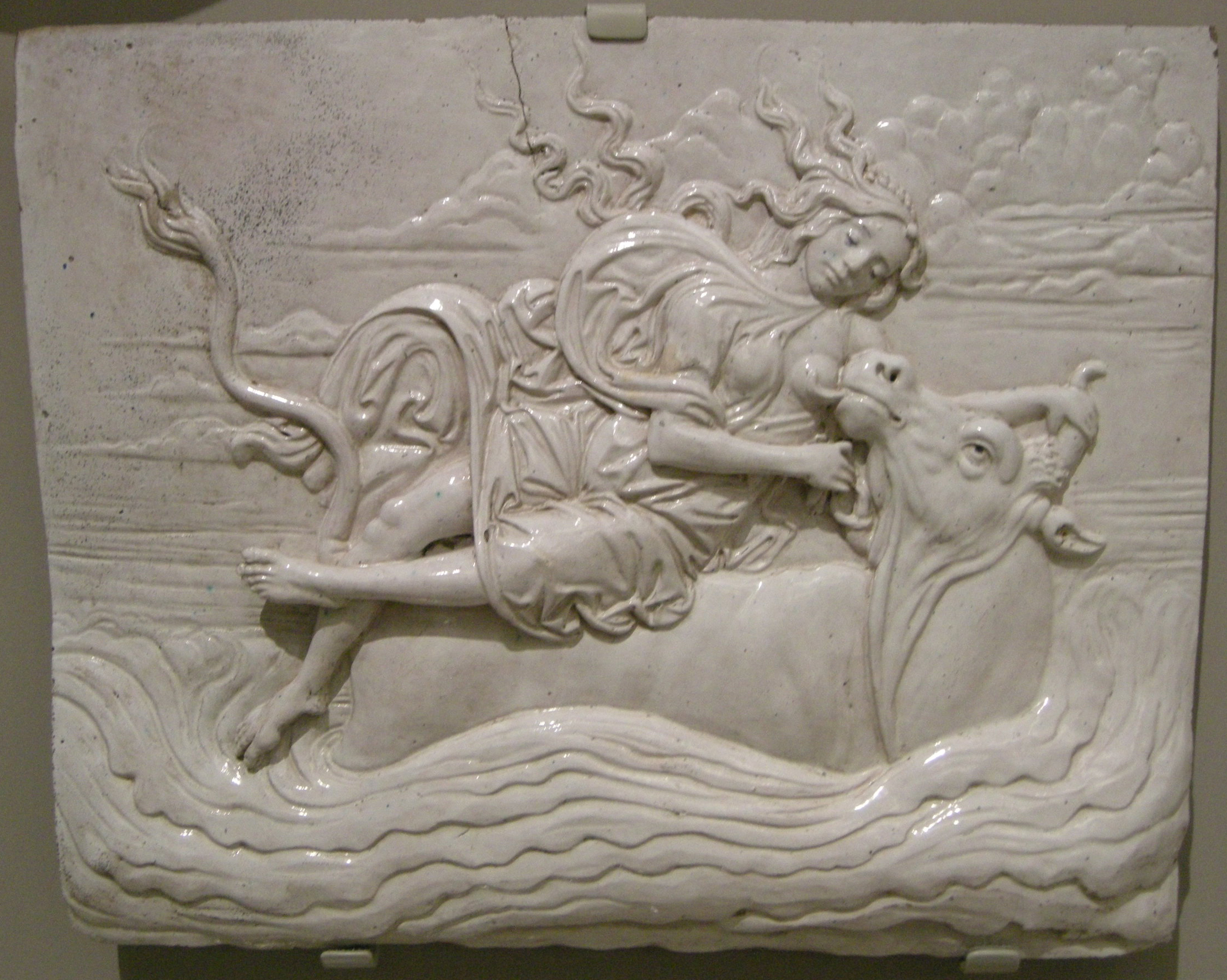
Похищение Европы. Ок. 1495. Майолика. Музей Виктории и Альберта, Лондон
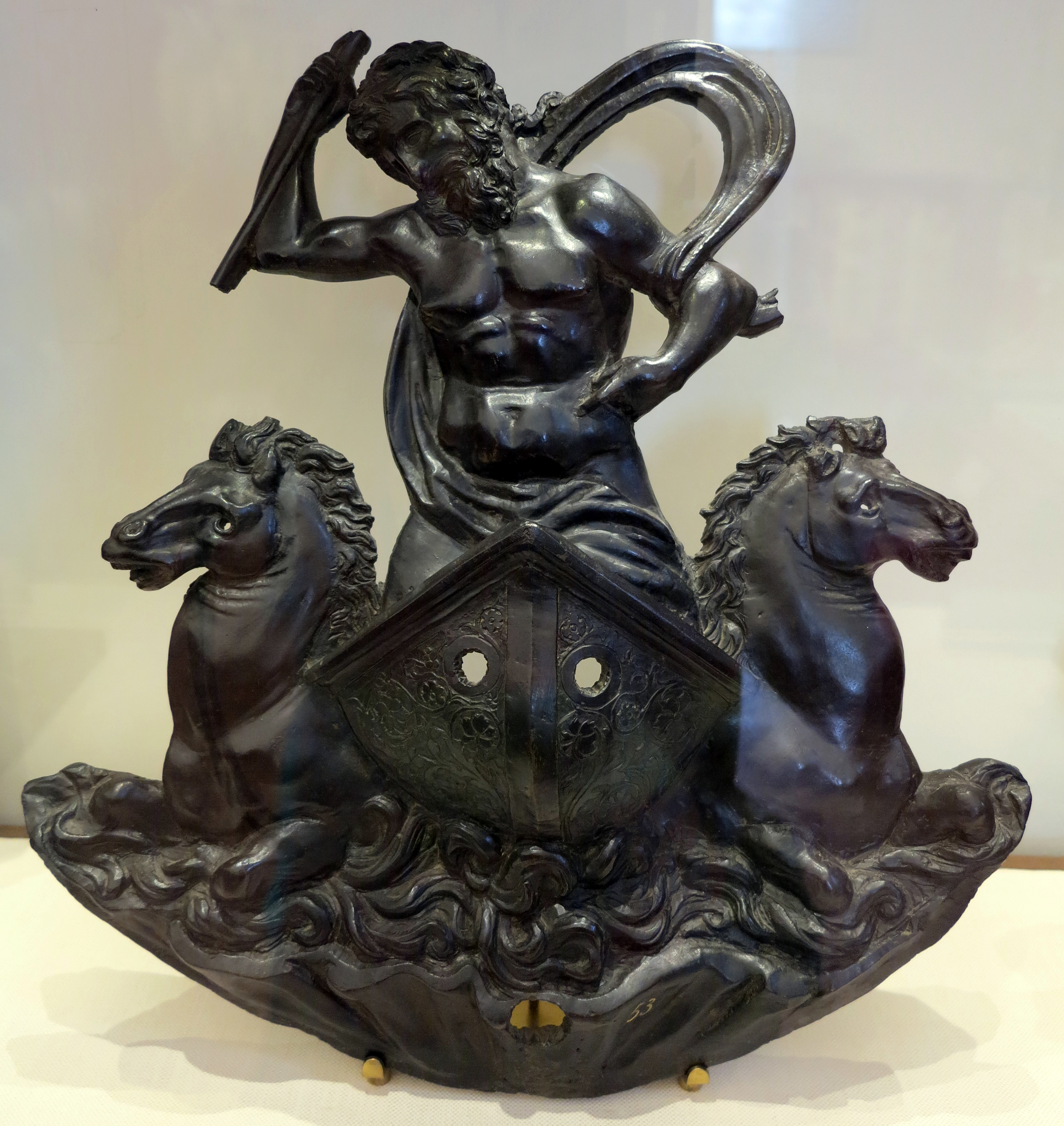
Нептун на колеснице. Ок. 1510. Бронза. Барджелло, Флоренция